# Râul Cornic
Râul Cornic este un curs de apă, afluent al râului Mureș. 